# Associazione Calcio Treviso 1981-1982
Questa voce raccoglie le informazioni riguardanti l'Associazione Calcio Treviso nelle competizioni ufficiali della stagione 1981-1982.

## Stagione
Gianni Rossi viene confermato per il terzo anno consecutivo sulla panchina del Treviso, e la squadra nella stagione 1981-82 realizza l'ennesimo buon campionato.
In estate, il presidente Alfonso Mansi compie una mini-rivoluzione, e i migliori due marcatori della passata stagione, Mauro Beccaria e Cozzella, lasciano Treviso, per andare rispettivamente al Rende e all'Udinese. Il Treviso perde anche i due difensori Michelazzi (va al Ravenna) e Battoia (svincolato); inoltre il centrocampista Foscarini finisce all'Atalanta. Vengono acquistati il portiere Violini (dal Chieti), i difensori Mosconi (dal Cesena) e Dozzi (dalla Paganese), i centrocampisti Sassanelli (dal Chieti) e Mimmo Di Carlo (dal Cassino), mentre l'attacco viene rinforzato con Pietropaolo dalla Sanremese e Tolio dalla Salernitana.
Il Treviso finisce decimo nel campionato di C1 con 31 punti, e si permette il lusso di battere 1-0 con rete di Pietropaolo il Monza, che a fine campionato arriverà secondo e assieme all'Atalanta verrà promosso in Serie B.
La formazione base è: Violini, Dozzi, Mosconi, Colusso, Nuti, Niero, Conforto, Di Carlo, Pietropaolo, Sassanelli, Tolio. In questa stagione sono ben 3 i migliori marcatori per la squadra biancocelesti, con 5 gol: Nuti (che realizza 5 rigori), Conforto e Pietropaolo.
Questa è anche la prima stagione in cui verrà introdotta la possibilità di esibire sulla maglie di gioco una scritta pubblicitaria. Per il Treviso il primo sponsor sarà i Magazzini Pellizzari Vedelago.

## Rosa
| N. |                   | Ruolo | Calciatore        |
| -- | ----------------- | ----- | ----------------- |
|    | Italia (bandiera) |       | Bertazzon         |
|    | Italia (bandiera) | A     | Bosidar Bola      |
|    | Italia (bandiera) | D     | Mauro Catto       |
|    | Italia (bandiera) | C     | Silvano Colusso   |
|    | Italia (bandiera) | C     | Franco Conforto   |
|    | Italia (bandiera) | C     | Vittorio Cozzella |
|    | Italia (bandiera) | A     | Domenico Di Carlo |
|    | Italia (bandiera) | D     | Maurizio Dozzi    |
|    | Italia (bandiera) | C     | Lucio Dragoni     |
|    | Italia (bandiera) |       | Fortunato         |
|    | Italia (bandiera) |       | Ghedini           |
|    | Italia (bandiera) |       | Lenzini           |

| N. |                   | Ruolo | Calciatore            |
| -- | ----------------- | ----- | --------------------- |
|    | Italia (bandiera) | D     | Mauro Mosconi         |
|    | Italia (bandiera) | C     | Giuseppe Niero        |
|    | Italia (bandiera) | D     | Mauro Nuti            |
|    | Italia (bandiera) | P     | Luciano Pierobon      |
|    | Italia (bandiera) | A     | Francesco Pietropaolo |
|    | Italia (bandiera) | C     | Andrea Pizzolon       |
|    | Italia (bandiera) | C     | Michele Sassanelli    |
|    | Italia (bandiera) | C     | Enzo Scarpa           |
|    | Italia (bandiera) | A     | Gian Luca Tolio       |
|    | Italia (bandiera) | P     | Giacomo Violini       |
|    | Italia (bandiera) | C     | Renzo Volentiera      |
|    | Italia (bandiera) | A     | Osvaldo Zobbio        |

## Risultati

### Campionato

#### Girone di andata
| 20 settembre 1981 1ª giornata | Atalanta | 1 – 0 | Treviso |  |

| 27 settembre 1981 2ª giornata | Treviso | 0 – 0 | Modena |  |

| 4 ottobre 1981 3ª giornata | Sant'Angelo | 0 – 0 | Treviso |  |

| 11 ottobre 1981 4ª giornata | Lanerossi Vicenza | 3 – 0 | Treviso |  |

| 18 ottobre 1981 5ª giornata | Treviso | 1 – 0 | Parma |  |

| 25 ottobre 1981 6ª giornata | Fano | 1 – 0 | Treviso |  |

| 1º novembre 1981 7ª giornata | Treviso | 1 – 0 | Rhodense |  |

| 8 novembre 1981 8ª giornata | Treviso | 1 – 0 | Padova |  |

| 15 novembre 1981 9ª giornata | Alessandria | 2 – 1 | Treviso |  |

| 22 novembre 1981 10ª giornata | Treviso | 1 – 1 | Sanremese |  |

| 29 novembre 1981 11ª giornata | Triestina | 1 – 1 | Treviso |  |

| 6 dicembre 1981 12ª giornata | Treviso | 1 – 0 | Monza |  |

| 13 dicembre 1981 13ª giornata | Empoli | 1 – 2 | Treviso |  |

| 20 dicembre 1981 14ª giornata | Treviso | 0 – 0 | Mantova |  |

| 3 gennaio 1982 15ª giornata | Trento | 1 – 1 | Treviso |  |

| 10 gennaio 1981 16ª giornata | Treviso | 0 – 0 | Piacenza |  |

| 17 gennaio 1981 17ª giornata | Forlì | 2 – 0 | Treviso |  |

#### Girone di ritorno
| 24 gennaio 1982 18ª giornata | Treviso | 1 – 2 | Atalanta |  |

| 31 gennaio 1982 19ª giornata | Modena | 2 – 1 | Treviso |  |

| 7 febbraio 1982 20ª giornata | Treviso | 2 – 0 | Sant'Angelo |  |

| 14 febbraio 1982 21ª giornata | Treviso | 1 – 1 | Lanerossi Vicenza |  |

| 21 febbraio 1982 22ª giornata | Parma | 1 – 1 | Treviso |  |

| 28 febbraio 1982 23ª giornata | Treviso | 1 – 1 | Fano |  |

| 7 marzo 1982 24ª giornata | Rhodense | 1 – 1 | Treviso |  |

| 21 marzo 1982 25ª giornata | Padova | 1 – 1 | Treviso |  |

| 28 marzo 1982 26ª giornata | Treviso | 2 – 1 | Alessandria |  |

| 4 aprile 1982 27ª giornata | Sanremese | 0 – 0 | Treviso |  |

| 18 aprile 1982 28ª giornata | Treviso | 0 – 2 | Triestina |  |

| 25 aprile 1982 29ª giornata | Monza | 2 – 0 | Treviso |  |

| 2 maggio 1982 30ª giornata | Treviso | 1 – 2 | Empoli |  |

| 9 maggio 1982 31ª giornata | Mantova | 3 – 1 | Treviso |  |

| 16 maggio 1982 32ª giornata | Treviso | 1 – 0 | Trento |  |

| 23 maggio 1982 33ª giornata | Piacenza | 1 – 1 | Treviso |  |

| 30 maggio 1982 34ª giornata | Treviso | 1 – 1 | Forlì |  |

## Statistiche

### Statistiche di squadra
| Competizione         | Punti | In casa | In casa | In casa | In casa | In casa | In casa | In trasferta | In trasferta | In trasferta | In trasferta | In trasferta | In trasferta | Totale | Totale | Totale | Totale | Totale | Totale | DR |
| Competizione         | Punti | G       | V       | N       | P       | Gf      | Gs      | G            | V            | N            | P            | Gf           | Gs           | G      | V      | N      | P      | Gf     | Gs     | DR |
| -------------------- | ----- | ------- | ------- | ------- | ------- | ------- | ------- | ------------ | ------------ | ------------ | ------------ | ------------ | ------------ | ------ | ------ | ------ | ------ | ------ | ------ | -- |
| Serie C2             | 31    | ?       | ?       | ?       | ?       | ?       | ?       | ?            | ?            | ?            | ?            | ?            | ?            | 34     | 8      | 15     | 11     | 26     | 34     | -8 |
| Coppa Italia Serie C |       | ?       | ?       | ?       | ?       | ?       | ?       | ?            | ?            | ?            | ?            | ?            | ?            | ?      | ?      | ?      | ?      | ?      | ?      |    |
| Totale               |       | ?       | ?       | ?       | ?       | ?       | ?       | ?            | ?            | ?            | ?            | ?            | ?            | ?      | ?      | ?      | ?      | ?      | ?      |    |